# Automotrice FNM E.750 (1982)
Le automotrici E.750 delle Ferrovie Nord Milano sono una serie di elettromotrici progettate per il traino di treni regionali e diretti.
Costruite in tre diverse serie, sono strettamente imparentate alle elettromotrici ALe 724, ALe 582 e ALe 642 delle Ferrovie dello Stato.

## Storia
Le motrici della prima serie, corrispondenti alle ALe 724 delle Ferrovie dello Stato (eccetto i pantografi) e allestite con 72 posti di sola 2ª classe, furono commissionate nel 1979 al consorzio GAI (Ansaldo, Breda, FIAT, Marelli, TIBB), e insieme con le locomotive E.620 e le carrozze Casaralta e Socimi furono protagoniste del rinnovamento del parco sociale conseguente alla regionalizzazione delle FNM. Si trattava di 12 unità, classificate EB.750 numerate da 01 a 12. La prima venne consegnata alle FNM il 3 aprile 1982.
Nel 1984 furono replicate con una seconda serie di 6 unità identiche alle precedenti, numerate da 13 a 18.
Nel 1990 fu commissionata una terza serie di 6 motrici, identiche nella cassa alle ALe 582 ma con il circuito chopper a tre frequenze operative delle ALe 642, che pur conservando lo stesso allestimento da 72 posti delle 18 unità precedenti furono designate come 1ª classe anziché 2ª per via del modulo tra i sedili leggermente più ampio (1.700 mm contro 1.600); queste unità, classificate EA.750 numerate da 19 a 24, entrarono in servizio a partire dall'ottobre 1993. Nello stesso anno anche le 18 motrici precedenti vennero elevate alla 1ª classe e riclassificate come EA. Successivamente, per mantenere l'accoppiabilità in comando multiplo, anche queste unità ricevettero il chopper trifrequenza.
Su tutte le unità è in opera un gruppo statico simile a quello che equipaggia le motrici FS tra le cui funzioni vi è la ricarica delle batterie di bordo. Queste ultime alimentano i servizi ausiliari delle motrici alla tensione di 72V, valore intermedio tra quello delle ALe 724/582 (110V) e quello delle ALe 642 (24V). Sulle unità di terza serie inoltre, dato il previsto impiego con tre vetture Casaralta anziché due, il gruppo statico è stato potenziato da 70 a 100 kVA.
A seguito della nascita nel 2009 della società Trenord, frutto di un accordo di alleanza tra la divisione passeggeri delle FNM con quella di Trenitalia Lombardia, tutte le unità ancora operative passarono in uso al nuovo gestore.
In concomitanza al cambio di orario dell'11 dicembre 2016 cessò il regolare servizio delle ultime 3 elettromotrici in livrea Trenord; l'ultimo esemplare in esercizio fu l'unità 24 utilizzata fino a marzo 2017 come "tappabuchi" per sopperire alla mancanza di materiale più recente dovuta ad eventuali guasti di quest'ultimo. 
Attualmente alcuni esemplari sopravvivono accantonati in qualche scalo controllato dalla stessa società. 
| Unità | Anno di consegna | Cassa        | Stato             | Note                                                 |
| ----- | ---------------- | ------------ | ----------------- | ---------------------------------------------------- |
| 01    | 1982             | Tipo ALe 724 | Ritirata          | Preservata, possibile restauro estetico e funzionale |
| 02    | 1982             | Tipo ALe 724 | Ritirata          |                                                      |
| 03    | 1982             | Tipo ALe 724 | Ritirata          |                                                      |
| 04    | 1982             | Tipo ALe 724 | Ritirata          |                                                      |
| 05    | 1982             | Tipo ALe 724 | Ritirata          |                                                      |
| 06    | 1982             | Tipo ALe 724 | Ritirata          |                                                      |
| 07    | 1982             | Tipo ALe 724 | Ritirata          |                                                      |
| 08    | 1982             | Tipo ALe 724 | Ritirata          |                                                      |
| 09    | 1982             | Tipo ALe 724 | Ritirata          |                                                      |
| 10    | 1982             | Tipo ALe 724 | Ritirata          |                                                      |
| 11    | 1982             | Tipo ALe 724 | Ritirata          |                                                      |
| 12    | 1982             | Tipo ALe 724 | Ritirata          |                                                      |
| 13    | 1984             | Tipo ALe 724 | Ritirata          |                                                      |
| 14    | 1984             | Tipo ALe 724 | Ritirata          |                                                      |
| 15    | 1984             | Tipo ALe 724 | Ritirata          |                                                      |
| 16    | 1984             | Tipo ALe 724 | Ritirata          |                                                      |
| 17    | 1984             | Tipo ALe 724 | Ritirata          |                                                      |
| 18    | 1984             | Tipo ALe 724 | Ritirata          |                                                      |
| 19    | 1993             | Tipo ALe 582 | Ritirata          |                                                      |
| 20    | 1993             | Tipo ALe 582 | Ritirata          |                                                      |
| 21    | 1993             | Tipo ALe 582 | Ritirata nel 2016 | Livrea Trenord                                       |
| 22    | 1993             | Tipo ALe 582 | Ritirata nel 2016 | Livrea Trenord                                       |
| 23    | 1993             | Tipo ALe 582 | Ritirata nel 2016 |                                                      |
| 24    | 1993             | Tipo ALe 582 | Ritirata nel 2017 | Livrea Trenord, ultima unità in servizio             |

## Galleria d'immagini

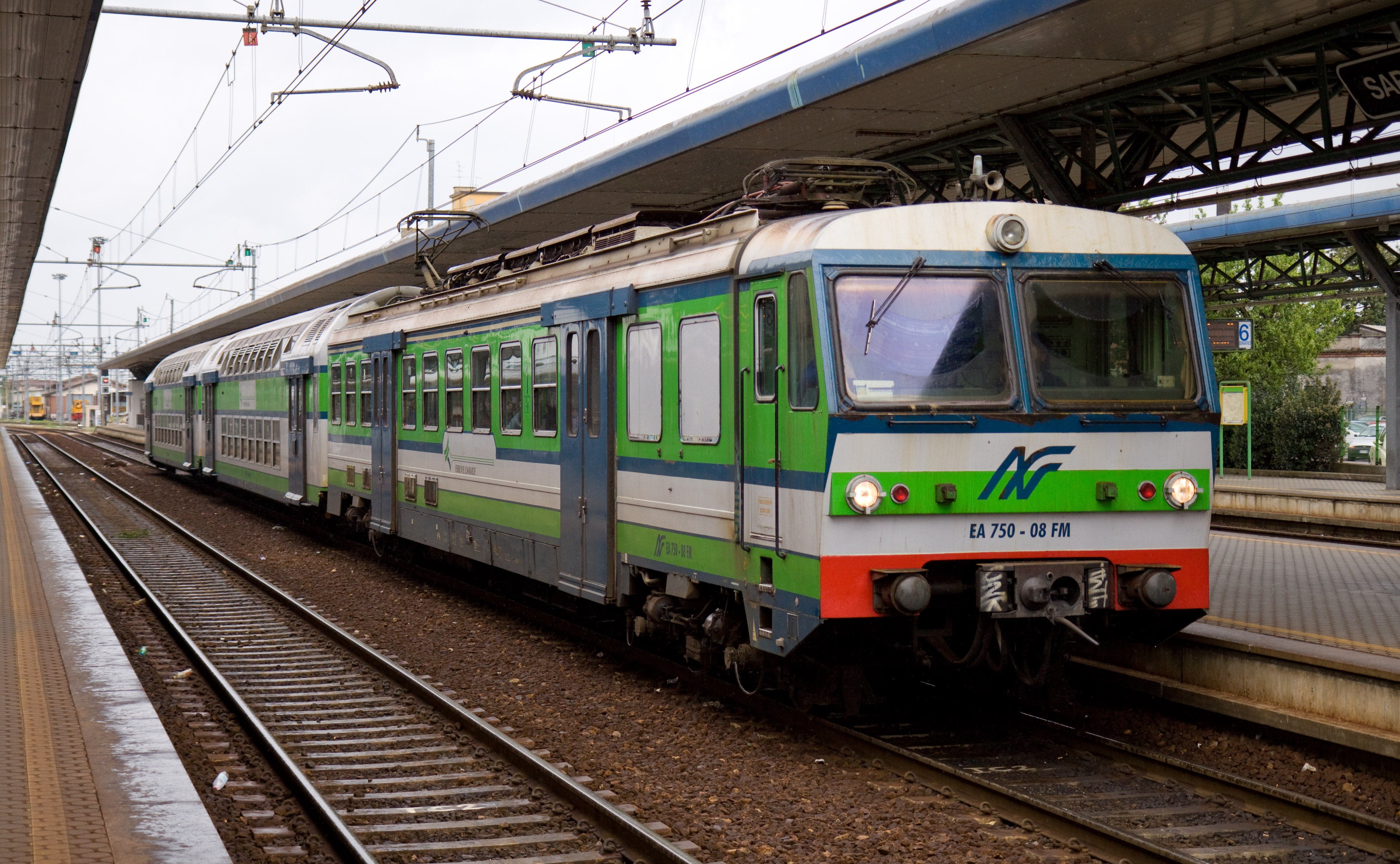
Elettromotrice della prima serie in livrea bianco-verde
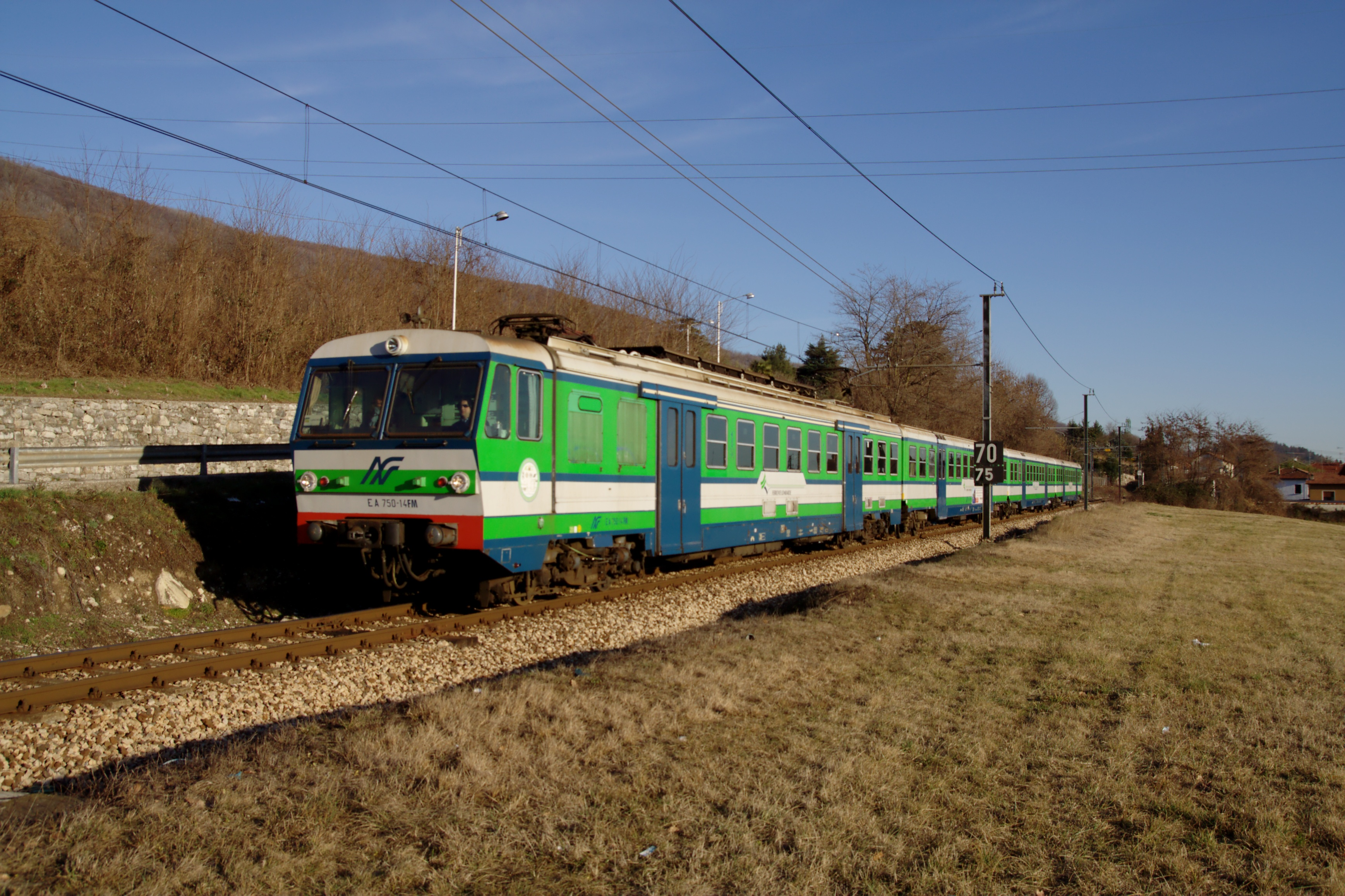
Elettromotrice della seconda serie insieme alle Socimi
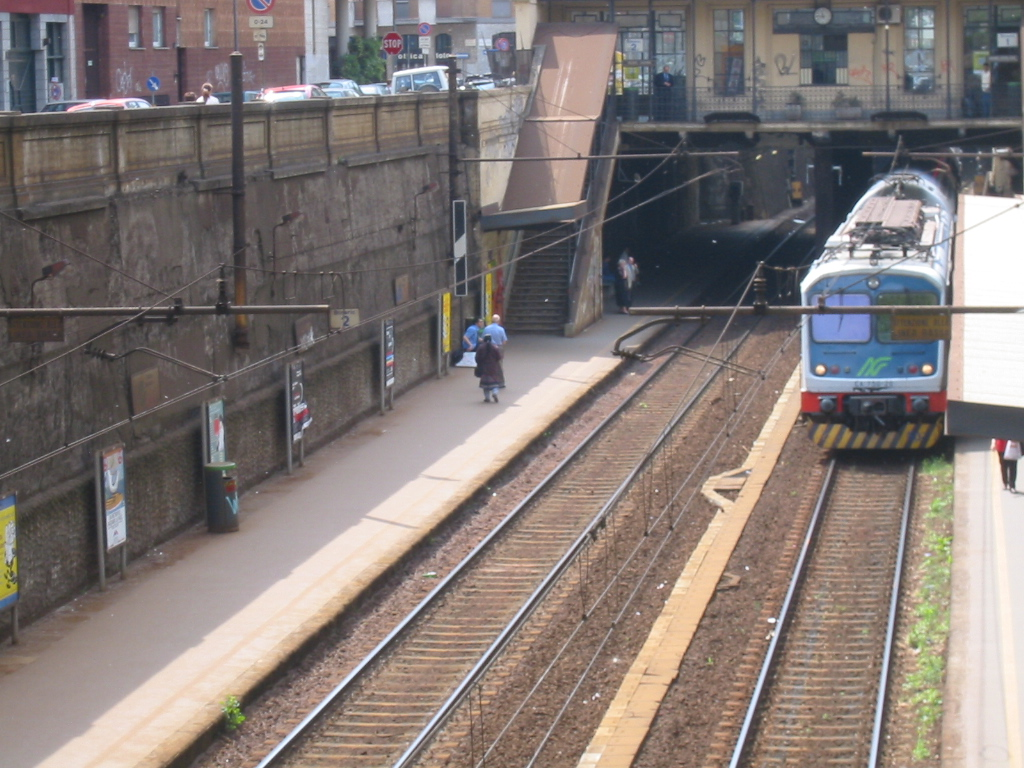
Elettromotrice della terza serie in sosta presso la stazione dismessa di Milano Nord Bullona nel 2002
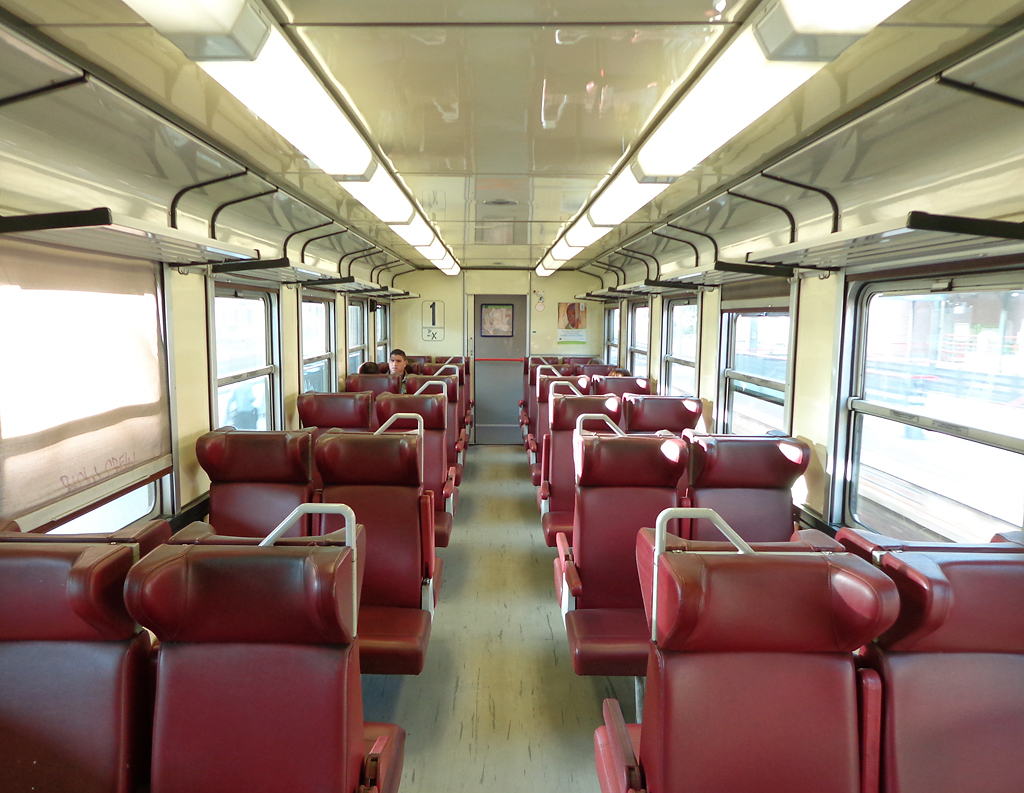
Interni di un'elettromotrice di prima serie